# Skivomslag

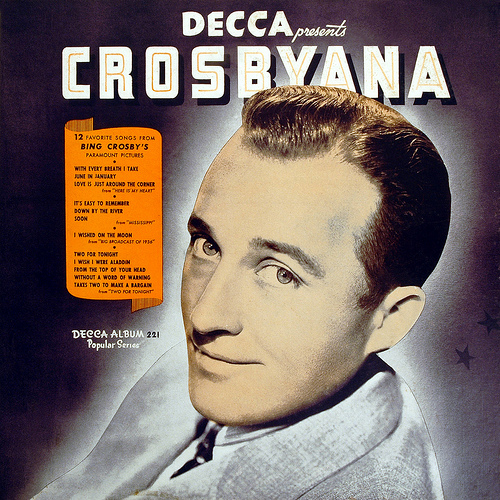
Ett skivomslag till Bing Crosby's samlingsalbum Crosbyana från 1941.

Ett skivomslag är ett konvolut till en skiva, vilket ofta är försett med en fotografisk eller tecknad bild.

## Historik

### Bakgrund
Under vinylskivans tidevarv, det vill säga epoken 1950-1990, handlade det om LP-skivor och EP-skivor samt singlar som förvarades i ett fodral av papper eller plast, från 1970-talet även kassettband.
Det stora formatet gjorde omslagsbilden påtaglig. Dock påbörjades traditionen med ett illustrerat omslag till skivorna redan under stenkakornas tid. EP- och singelskivor av vinyl levererades dock ofta i neutrala konvolut, endast försedda med skivbolagets logotyp och med stora runda hål i vilka skivetiketterna kunde läsas. I Sverige gavs emellertid singlar och ep-skivor med brittiska popartister ofta ut med bildomslag under 1950- och 1960-talen, vilket i vissa fall gjort dem mycket eftertraktade bland samlare.

### Tidiga skivomslag
I början av 1950-talet, då LP-skivan slog igenom, var de flesta skivomslag fortfarande tecknade. En stilbildare var illustratören David Stone Martin som börjat teckna skivomslag redan på 1940-talet. Vid mitten av decenniet blev det allt vanligare med fotobaserade skivomslag. Pacific Jazz, som redan 1952 anlitat fotografen William Claxton, var en föregångare. Andra bolag som anlitade framstående fotografer under 1950-talet var Atlantic, EmArcy, Verve (Clef och Norgran) samt Blue Note.

### 1970-talet
Skivbolagets namn och etikett var tydligt framträdande på framsidan fram till åtminstone 1960-talet. Under 1970-talet försvann ofta skivetiketten från omslagets framsida, till förmån för mer utarbetade bildkoncept med eller utan foto på artisten/gruppen. Decenniet såg också en stor mängd symfonirock-grupper och liknande artister, som använde albumformatet som en plats att utarbeta musikaliska koncept; detta påverkade skivomslagets karaktär i mer konstnärlig eller konceptmässig riktning.

### Övergång till CD
Med 1980-talet kom det mer behändiga CD-formatet att successivt ersätta LP (och kassettband, presenterad som produkt redan 1963) som huvudsakligt medium för musikalbumproduktion. Från LP-omslagets 30 cm minskade omslagets yta till ungefär 12 cm, vilket gynnade en förenkling av omslagsbildernas komplexitet.

### 2000-talet (många format)
Under 2000-talet har digitala format i form av filer (bland annat via Ipod sedan 2001) eller strömmande musik via Internet blivit allt vanligare. Samtidigt har en mindre renässans getts LP-formatet. CD-formatet har i konkurrens med främst de nya digitala distributionssätten minskat CD:ns och därmed skivomslagets betydelse som plattform för att marknadsföra musikartister; konserter, konsertaffischer och sociala medier har delvis ersatt denna funktion.